# ایکی آرای
ایکی آرای (انگلیسی: Ikki Arai؛ زادهٔ ۸ نوامبر ۱۹۹۳) بازیکن فوتبال اهل ژاپن است.
از باشگاه‌هایی که در آن بازی کرده‌است می‌توان به باشگاه فوتبال ناگویا گرامپوس اشاره کرد.
وی همچنین در تیم ملی فوتبال Japan U-20 بازی کرده‌است.